# Ayrıtepe, Yunak
Ayrıtepe là một xã thuộc huyện Yunak, tỉnh Konya, Thổ Nhĩ Kỳ. Dân số thời điểm năm 2011 là 79 người.